# Гирией
Гирией (др.-греч. Ὑριεύς) — персонаж древнегреческой мифологии. По наиболее распространенной версии, сын Посейдона и плеяды Алкионы, основатель беотийского города Гирии, супруг нимфы Клонии, отец Никтея, Лика (либо также отец Кринака), приемный отец Ориона.
Низверг Евонима из храма Аполлона.
За то, что Гирией оказал гостеприимство Зевсу, Гермесу и Посейдону (или Аресу), боги обещали принести ему сына. Гермес снял шкуру с быка, которого царь принес им в жертву, они помочились в неё (либо излили в неё семя) и закопали в землю, через девять месяцев Гирией нашёл там младенца, которого нарёк Орионом (от слова «моча»). 
По разным версиям, герой мифа — царь Фракии, либо (по Овидию и Нонну) бедный землепашец из Беотии. Действие мифа о Гириее и Орионе происходит либо в Гирии (Беотия), либо в Фивах (по Аристомаху) или на Хиосе (по Пиндару), либо из богов были только Зевс и Гермес.
Знаменитые зодчие Трофоний и Агамед построили ему известную сокровищницу с потайным входом в стене, с целью обокрасть его.